# Хуліо Валентін Гонсалес
Хуліо Валентін Гонсалес (ісп. Julio Valentín González, нар. 26 серпня 1981, Асунсьйон) — парагвайський футболіст, що грав на позиції нападника.
Виступав, зокрема, за клуби «Гуарані» (Асунсьйон) та «Віченца», а також національну збірну Парагваю.

## Клубна кар'єра
Народився 26 серпня 1981 року в місті Асунсьйон. Гонсалес почав займатися футболом в академії столичного «Насьйоналя». Незабаром він перейшов футбольну систему іншого місцевого клубу «Гуарані», де і почав професійну кар'єру. У 2001 році у віці 20 років Хуліо дебютував у парагвайській Прімері. У перших 12 матчах він забив 10 м'ячів і після закінчення сезону зацікавив ряд клубів із Європи. 
Влітку того ж року Гонсалес перейшов в італійську «Віченцу». Для отримання ігрової практики він відразу ж був відданий в оренду в аргентинський «Уракан», а потім і в «Такуарі» та «Насьйональ». Хуліо повернувся до Італії тільки в 2005 році і відразу ж став найкращим бомбардиром команди.
У першій половині сезону 2005/06 Гонсалес був одним з найкращих бомбардирів Серії Б, забивши 8 голів у 15 матчах і розглядався серед основних кандидатів на поїздку на чемпіонат світу 2006 року в Німеччині, але у грудні 2005 року по дорозі в аеропорт Віченци Гонсалес потрапив в автомобільну аварію і в результаті множинних травм втратив ліву руку . Незважаючи на цю обставину Хуліо продовжив кар'єру і виступав за аматорську команду з Віченци з протезом, а клуб продовжив з ним угоду на рік.
Після довготривалого відновлення у березні 2007 року Гонсалес повернувся до тренувань у основній команді «Віченци». Його повернення було заплановано на червень 2007 року, але вийти на достатній рівень парагваєць так і не зумів. Зважаючи на той факт, що в Італії він міг грати лише на аматорському рівні, у липні 2007 року він повернувся до чемпіонату Парагваю, де ще недовго пограв за клуби «Такуарі» та «Президенте Гейз», перш ніж остаточно завершив кар'єру 2008 року. Його перший офіційний матч після аварії, який він провів 18 листопада 2007 року у складі «Такуарі» проти рідної «Олімпії» широко висвітлювався як парагвайськими, так і італійськими ЗМІ.

## Виступи за збірну
У 2001 році в складі молодіжної збірної Парагваю Гонсалес взяв участь в молодіжному чемпіонаті світу в Аргентині, де забив два голи і зайняв з командою четверте місце. 
У тому ж році він потрапив в заявку на участь у розіграші Кубка Америки 2001 року у Колумбії. На турнірі він зіграв у трьох матчах, але парагвайці не змогли вийти з групи.
У 2004 році Хуліо став срібним призером футбольного турніру Олімпійських ігор в Афінах. У тому ж році він вдруге взяв участь у розіграші Кубка Америки у Перу. На турнірі Гонсалес зіграв у поєдинку проти команди Бразилії і в цій же зустрічі забив свій перший та єдиний гол за національну команду, оскільки цей матч через аварію виявився останнім для Гонсалеса за Парагвай. Всього протягом кар'єри у національній команді, яка тривала 4 роки, провів у її формі 5 матчів, забивши 1 гол.

## Статистика виступів

### Статистика виступів за збірну
| Дата      | Місто        | Господарі | Результат | Гості    | Турнір                       | Голи | Примітки |
| --------- | ------------ | --------- | --------- | -------- | ---------------------------- | ---- | -------- |
| 2-6-2001  | Асунсьйон    | Парагвай  | 1 – 0     | Чилі     | Відбір до ЧС 2002            | -    | 46'      |
| 12-7-2001 | Калі (місто) | Перу      | 3 – 3     | Парагвай | Копа Америка 2001 - 1-й етап | -    | 46'      |
| 15-7-2001 | Калі (місто) | Мексика   | 0 – 0     | Парагвай | Копа Америка 2001 - 1-й етап | -    | 76'      |
| 18-7-2001 | Калі (місто) | Бразилія  | 3 – 1     | Парагвай | Копа Америка 2001 - 1-й етап | -    | 64'      |
| 14-7-2004 | Арекіпа      | Бразилія  | 1 – 2     | Парагвай | Копа Америка 2004 - 1-й етап | 1    | 62' 63'  |
| Усього    |              | Матчів    | 5         |          | Голів                        | 1    |          |

## Титули і досягнення
- Срібний олімпійський призер: 2004